# ولسونگا ساگا

نقاشی بر روی سنگ رونی که نمایانگر سرگذشت‌نامه ولسونگا بر روی سنگ است.

ولسونگا ساگا (به زبان نروژی باستان: Völsunga saga) افسانه‌ای حماسی در اواخر قرن سیزدهم که تفسیر نثر ایسلندی از ابتدا تا سقوط قبیلهٔ ولسونگ (شامل داستان‌های زیگورد و براین‌هلد و سرنگونی طایفهٔ بورگوندی‌ها) را شامل می‌شود. سرگذشت‌نامه شامل مبارزات بر سر قدرت در میان اجداد زیگورد را پوشش می‌دهد؛ همانند کشتن اژدهای فافنیر بدست زیگفرید و نفوذ حلقهٔ جادویی اندوارانات.
حماسه ولسونگا دستمایه اقتباس‌های ادبی و اپرایی شامل: اپرای حلقه نیبلونگ از ریشارد واگنر، وایکینگ‌ها در هلگلاند اثر هنریک ایبسن، افسانهٔ زیگفرید و سقوط نیبلونگ‌ها از ویلیام موریس و افسانه زیگفرید و گودرون از جی. آر. آر. تالکین شده‌است.